# Hagnesta Hill
Hagnesta Hill è il quarto album discografico in studio del gruppo musicale rock svedese Kent, pubblicato nel 1999 nell'edizione svedese e nel 2000 nell'edizione inglese.

## Tracce
Versione svedese
1. Kungen Är Död – 4:14
2. Revolt III – 3:10
3. Musik Non Stop – 4:34
4. Kevlarsjäl – 4:26
5. Ett Tidsfördriv Att Dö För – 4:34
6. Stoppa Mig Juni (Lilla Ego) – 6:21
7. En Himmelsk Drog – 4:03
8. Stanna Hos Mig – 3:57
9. Cowboys – 5:49
10. Beskyddaren – 4:45
11. Berg & Dalvana – 4:48
12. Insekter – 4:08
13. Visslaren – 7:47

Versione inglese
1. The King Is Dead – 4:17
2. Revolt III – 3:10
3. Music Non Stop – 4:34
4. Kevlar Soul – 4:29
5. Stop Me June (Little Ego) – 6:22
6. Heavenly Junkies – 4:04
7. Stay With Me – 3:58
8. Quiet Heart – 5:25
9. Just Like Money – 4:16
10. Rollercoaster – 4:54
11. Protection – 4:46
12. Cowboys – 4:08
13. Whistle Song – 7:47
14. A Timekill to Die For – 4:37

## Formazione
- Joakim Berg – voce, chitarra
- Martin Sköld – basso, tastiere
- Sami Sirviö – chitarra, tastiere
- Harri Mänty – chitarra, percussioni, drum machine
- Markus Mustonen – batteria, piano, cori